# Poterna

Esempio di poterna nelle fortificazioni della città di Verona.

Una poterna è un elemento architettonico utilizzato nelle fortificazioni a carattere difensivo.
Essa è formata da una porta, spesso nascosta o mascherata, che si apre sulla cinta esterna di un sistema di mura difensive per consentire delle sortite verso il campo nemico.
Ad esempio, una poterna poteva portare verso il fossato posto davanti alle mura più esterne, in modo che i soldati potessero attaccare direttamente eventuali nemici, che si fossero posizionati nel fossato al ridosso della fortificazione.